# Скопски сновиденија
„Скопски сновиденија” је југословенски и македонски ТВ филм из 1988. године. Режирао га је Димитре Османли а сценарио је написао Томислав Османли.

## Улоге
| Глумац              | Улога |
| ------------------- | ----- |
| Аце Ђорчев          |       |
| Кирил Гравчев       |       |
| Милица Стојанова    |       |
| Славица Зафировска  |       |
| Петре Арсовски      |       |
| Ненад Стојановски   |       |
| Тодор Николовски    |       |
| Божо Софрониевски   |       |
| Младен Крстевски    |       |
| Цветанка Јакимовска |       |
| Кирил Псалтиров     |       |